# Arlette
Arlette es una película cómica francesa de 1997 dirigida por Claude Zidi. Con un guion del propio Claude Zidi y Josiane Balasko, la cinta está protagonizada por Josiane Balasko, en el papel de Arlette, y entre sus principales actores aparecen Christopher Lambert, Ennio Fantastichini o Stéphane Audran.

## Sinopsis
Arlette es camarera en el "Mille-pattes", un vulgar restaurante de carretera de la Francia rural. Lleva una vida sin historia y sueña con casarse con Victor, un camionero que dice haberse casado con la carretera. Está lejos de sospechar que a miles de kilómetros de distancia, en Las Vegas, un anciano que se está muriendo, propietario del casino más grande de la ciudad, busca encontrar al hijo que tuvo mientras fue soldado en suelo francés. Frank aparece como un príncipe encantador en una limusina blanca, la cubre de regalos y quiere llevarla a Las Vegas para casarse. ¿Pero cuáles son las verdaderas intenciones de este seductor playboy?

## Reparto
- Josiane Balasko: Arlette Bathiat
- Christopher Lambert: Frank Martin
- Ennio Fantastichini: Angelo Mascarpone
- Stéphane Audran: Diane
- Jean-Marie Bigard: Victor
- Armelle: Lucie
- Martin Lamotte: The Chief
- Ronny Coutteure: Arlette's boss
- Jean-Pierre Castaldi: Lulu
- France Zobda: Samantha
- Jean-Claude Bouillon: The host
- Bouli Lanners: Emile
- Jed Allan: Wide
- Mathieu Demy: Julien
- Arno Chevrier: Mickey
- Tony Librizzi: Riri
- Pascal Benezech: Nanard
- Lionel Robert: Marcel
- Justin Hubbard: David Gafferson
- Isabelle Leprince: Brigitte
- David Fresco: Assler
- Renée Lee: Doris
- Junior Ray: Goliath
- Patrick Bordier: The monk
- Jacques Le Carpentier: The big guy